# Parrocchie della diocesi di Tortona

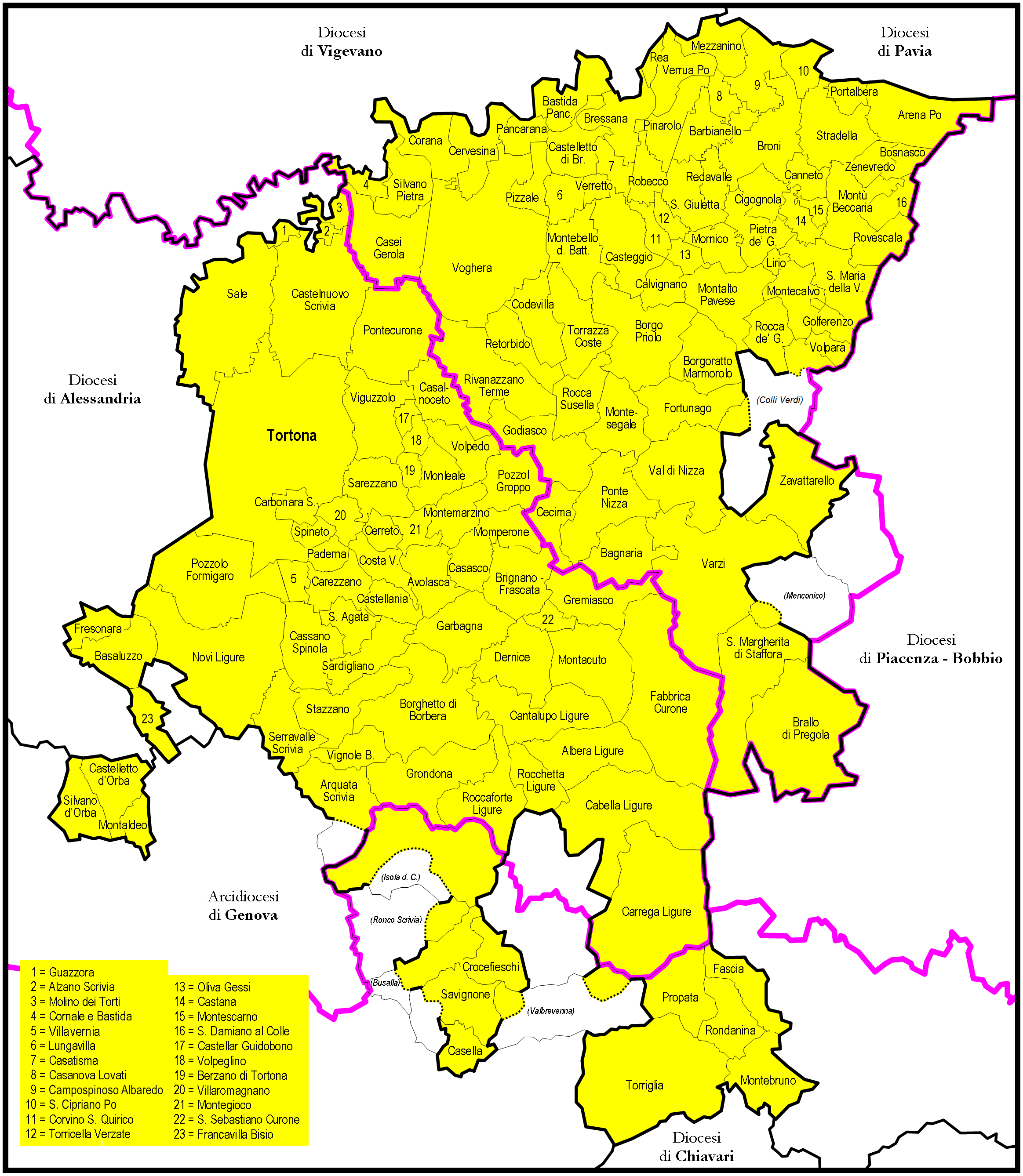
Il territorio della diocesi.

Le parrocchie della diocesi di Tortona sono 309.

## Vicariati
La diocesi è organizzata in 10 vicariati.

### Vicariato di Tortona
| Parrocchia                   | Patrono                            | Comune            | Frazione/Quartiere           |
| ---------------------------- | ---------------------------------- | ----------------- | ---------------------------- |
| Tortona                      | Santa Maria Assunta e San Lorenzo  | Tortona           | centro                       |
| Bettole                      | San Giuseppe                       | Tortona           | Bettole                      |
| Carbonara Scrivia            | San Martino Vescovo                | Carbonara Scrivia | centro                       |
| Carezzano Maggiore           | Sant'Eusebio                       | Carezzano         | Carezzano Maggiore           |
| Carezzano Superiore          | Sant'Eusebio                       | Carezzano         | Carezzano Superiore          |
| Castellania                  | San Biagio                         | Castellania Coppi | centro                       |
| Castellar Ponzano            | San Pietro Apostolo                | Tortona           | Castellar Ponzano            |
| Cerreto Grue                 | San Giorgio                        | Cerreto Grue      | centro                       |
| Cornigliasca                 | San Carlo Borromeo                 | Carezzano         | Cornigliasca                 |
| Costa Vescovato              | San Martino Vescovo                | Costa Vescovato   | centro                       |
| Mombisaggio                  | Sant'Andrea Apostolo               | Tortona           | Mombisaggio e Torre Calderai |
| Montale Celli                | Assunzione di Maria                | Costa Vescovato   | Montale Celli                |
| Paderna                      | San Giorgio Martire                | Paderna           | centro                       |
| Passalacqua                  | Natività di Maria Vergine          | Tortona           | Passalacqua                  |
| Perleto                      | San Giovanni Battista              | Carezzano         | Perleto                      |
| Rivalta Scrivia              | Santa Maria Assunta                | Tortona           | Rivalta Scrivia              |
| Sarizzola                    | Santi Fabiano e Sebastiano         | Costa Vescovato   | Sarizzola                    |
| Spineto Scrivia              | San Giacomo Apostolo               | Spineto Scrivia   | centro                       |
| Torre Garofoli               | Santa Giustina                     | Tortona           | Torre Garofoli               |
| Tortona - basilica santuario | Nostra Signora della Guardia       | Tortona           | centro                       |
| Tortona - Sacro Cuore        | Sacro Cuore di Gesù                | Tortona           | centro                       |
| Tortona - San Giacomo        | San Giacomo                        | Tortona           | centro                       |
| Tortona - San Matteo         | San Matteo apostolo ed evangelista | Tortona           | centro                       |
| Tortona - Santa Maria Canale | Santa Maria                        | Tortona           | centro                       |
| Vho                          | San Salvatore                      | Tortona           | Vho                          |
| Villalvernia                 | Santa Maria Assunta                | Villalvernia      | centro                       |
| Villaromagnano               | San Michele Arcangelo              | Villaromagnano    | centro                       |

### Vicariato di Arquata-Serravalle
| Parrocchia           | Patrono                      | Comune               | Frazione/Quartiere |
| -------------------- | ---------------------------- | -------------------- | ------------------ |
| Arquata Scrivia      | San Giacomo Maggiore         | Arquata Scrivia      | centro             |
| Serravalle Scrivia   | Santi Martino e Stefano      | Serravalle Scrivia   | centro             |
| Agneto               | Sant'Andrea Apostolo         | Carrega Ligure       | Agneto             |
| Albera Ligure        | San Giovanni Battista        | Albera Ligure        | centro             |
| Berga                | Sant'Antonio di Padova       | Carrega Ligure       | Berga              |
| Borghetto di Borbera | San Vittore                  | Borghetto di Borbera | centro             |
| Borgo Adorno         | Santa Maria Assunta          | Cantalupo Ligure     | Borgo Adorno       |
| Borlasca             | Santa Maria Addolorata       | Isola del Cantone    | Borlasca           |
| Cabella              | San Lorenzo Martire          | Cabella Ligure       | centro             |
| Campassi             | San Giacomo Apostolo         | Carrega Ligure       | Campassi           |
| Cantalupo Ligure     | Santa Caterina               | Cantalupo Ligure     | centro             |
| Carrega Ligure       | San Giuliano Martire         | Carrega Ligure       | centro             |
| Cartasegna           | Natività di Maria Vergine    | Carrega Ligure       | Cartasegna         |
| Castel Ratti         | Beata Vergine del Carmine    | Borghetto di Borbera | Castel Ratti       |
| Cerreto Ratti        | Santo Stefano Protomartire   | Borghetto di Borbera | Cerreto Ratti      |
| Cosola               | Santa Maria Assunta          | Cabella Ligure       | Cosola             |
| Costa Merlassino     | San Giacomo Apostolo         | Cantalupo Ligure     | Costa Merlassino   |
| Daglio               | San Michele Arcangelo        | Carrega Ligure       | Daglio             |
| Dova Inferiore       | Sant'Antonio Abate           | Cabella Ligure       | Dova Inferiore     |
| Dova Superiore       | San Martino Vescovo          | Cabella Ligure       | Dova Superiore     |
| Grondona             | Santa Maria Assunta          | Grondona             | centro             |
| Figino               | Natività di Maria Vergine    | Albera Ligure        | Figino             |
| Marmassana           | San Michele Arcangelo        | Isola del Cantone    | Marmassana         |
| Mereta               | San Pietro Apostolo          | Isola del Cantone    | Mereta             |
| Molo Borbera         | San Pietro in Vincoli        | Borghetto di Borbera | Molo Borbera       |
| Montessoro           | Sant'Andrea Apostolo         | Isola del Cantone    | Montessoro         |
| Pagliaro Superiore   | San Bernardo Abate           | Rocchetta Ligure     | Pagliaro Superiore |
| Pallavicino          | San Bernardo Abate           | Cantalupo Ligure     | Pallavicino        |
| Persi                | Santa Maria Assunta          | Borghetto di Borbera | Persi              |
| Pietrabissara        | Santa Croce                  | Isola del Cantone    | Pietrabissara      |
| Piuzzo               | San Marziano                 | Cabella Ligure       | Piuzzo             |
| Prarolo              | San Michele Arcangelo        | Isola del Cantone    | Prarolo            |
| Roccaforte Ligure    | San Giorgio Martire          | Roccaforte Ligure    | centro             |
| Rocchetta Ligure     | Sant'Antonio Abate           | Rocchetta Ligure     | centro             |
| Rosano               | Nostra Signora della Guardia | Cabella Ligure       | Rosano             |
| San Martino          | San Martino Vescovo          | Roccaforte Ligure    | San Martino        |
| Sasso di Grondona    | Sant'Andrea Apostolo         | Grondona             | Sasso              |
| Sorli                | San Lorenzo Martire          | Borghetto di Borbera | Sorli              |
| Stazzano             | San Giorgio                  | Stazzano             | centro             |
| Vargo                | Sant'Agostino                | Stazzano             | Vargo              |
| Variana              | San Colombano                | Grondona             | Variana            |
| Varinella            | Sant'Eusebio                 | Arquata Scrivia      | Varinella          |
| Vegni                | Sant'Eusebio Vescovo         | Carrega Ligure       | Vegni              |
| Vignole Borbera      | San Lorenzo Martire          | Vignole Borbera      | centro             |
| Vocemola             | San Bartolomeo Apostolo      | Arquata Scrivia      | Vocemola           |
| Volpara              | San Michele Arcangelo        | Albera Ligure        | Volpara            |

### Vicariato di Broni-Stradella
| Parrocchia              | Patrono                            | Comune                  | Frazione/Quartiere  |
| ----------------------- | ---------------------------------- | ----------------------- | ------------------- |
| Broni                   | San Contardo d'Este                | Broni                   | centro              |
| Stradella               | Santi Nabore e Felice              | Stradella               | centro              |
| Arena Po                | San Giorgio Martire                | Arena Po                | centro              |
| Baselica Stefanone      | San Giovanni Battista              | Campospinoso Albaredo   | Baselica Stefanone  |
| Bosnasco                | San Lorenzo Martire                | Bosnasco                | centro              |
| Campospinoso            | San Lorenzo Martire                | Campospinoso Albaredo   | Campospinoso        |
| Albaredo Arnaboldi      | Santa Maria Maddalena              | Campospinoso Albaredo   | Albaredo Arnaboldi  |
| Canevino                | Assunzione di Maria Vergine        | Colli Verdi             | Canevino            |
| Canneto Pavese          | Santi Marcellino, Pietro ed Erasmo | Canneto Pavese          | centro              |
| Casella                 | San Giuseppe                       | Montecalvo Versiggia    | Casella             |
| Castagnara              | Santa Maria Assunta                | Pietra de' Giorgi       | Castagnara          |
| Castana                 | Sant'Andrea Apostolo               | Castana                 | centro              |
| Cigognola               | San Bernardo Abate                 | Cigognola               | centro              |
| Costa Montefedele       | Santa Maria Nascente               | Montù Beccaria          | Costa Montefedele   |
| Crocetta                | Sant'Alessandro                    | Montecalvo Versiggia    | Crocetta            |
| Donelasco               | San Giorgio Martire                | Santa Maria della Versa | Donelasco           |
| Fondoni                 | San Rocco                          | Broni                   | Fondoni             |
| Fontanasanta            | Santa Maria                        | Arena Po                | Fontanasanta        |
| Golferenzo              | San Nicola di Bari                 | Golferenzo              | centro              |
| Lirio                   | San Paolo Apostolo                 | Lirio                   | centro              |
| Luzzano                 | Santi Nabore e Felice              | Rovescala               | Luzzano             |
| Mezzanino Po            | Natività della Beata Vergine Maria | Mezzanino               | centro              |
| Mondonico               | San Giovanni Evangelista           | San Damiano al Colle    | Mondonico           |
| Montescano              | Madonna di Caravaggio              | Montescano              | centro              |
| Montù Beccaria          | San Michele Arcangelo              | Montù Beccaria          | centro              |
| Portalbera              | Santa Maria Assunta                | Portalbera              | centro              |
| Rocca de' Giorgi        | San Michele Arcangelo              | Rocca de' Giorgi        | centro              |
| Rovescala               | Natività di Maria Vergine          | Rovescala               | centro              |
| San Cipriano Po         | Santi Cipriano e Giustina          | San Cipriano Po         | centro              |
| San Damiano al Colle    | Santi Cosma e Damiano              | San Damiano al Colle    | centro              |
| Sannazzaro Montarco     | Santi Nazario e Celso              | Santa Maria della Versa | Sannazzaro Montarco |
| Santa Maria della Versa | Santissimo Nome di Maria           | Santa Maria della Versa | centro              |
| Scorzoletta             | Beata Vergine del Soccorso         | Pietra de' Giorgi       | Scorzoletta         |
| Soriasco                | Santa Maria del Carmine            | Santa Maria della Versa | Soriasco            |
| Villamarone             | San Carlo Borromeo                 | Montù Beccaria          | Villamarone         |
| Volpara                 | Santi Cosma e Damiano              | Volpara                 | centro              |
| Zenevredo               | San Vincenzo                       | Zenevredo               | centro              |

### Vicariato di Casteggio
| Parrocchia                 | Patrono                            | Comune                     | Frazione/Quartiere      |
| -------------------------- | ---------------------------------- | -------------------------- | ----------------------- |
| Casteggio - Pistornile     | San Pietro Apostolo                | Casteggio                  | Pistornile              |
| Argine                     | Santa Maria Nascente               | Bressana Bottarone         | Argine                  |
| Barbianello                | San Giorgio Martire                | Barbianello                | centro                  |
| Bastida Pancarana          | San Bartolomeo Apostolo            | Bastida Pancarana          | centro                  |
| Borgo Priolo               | Sacro Cuore di Gesù                | Borgo Priolo               | centro                  |
| Borgoratto Mormorolo       | Santi Cornelio e Cipriano          | Borgoratto Mormorolo       | centro                  |
| Bressana                   | San Giovanni Battista              | Bressana Bottarone         | Bressana                |
| Calvignano                 | San Martino Vescovo                | Calvignano                 | centro                  |
| Cappelletta                | Santa Maria Assunta                | Borgo Priolo               | Cappelletta             |
| Casatisma                  | San Guniforte                      | Casatisma                  | centro                  |
| Casteggio - Sacro Cuore    | Sacro Cuore di Gesù                | Casteggio                  | centro                  |
| Castelletto di Branduzzo   | Santi Alberto e Siro               | Castelletto di Branduzzo   | centro                  |
| Castello                   | Santa Giulitta                     | Santa Giuletta             | Castello                |
| Cervesina                  | Sant'Ambrogio                      | Cervesina                  | centro                  |
| Corana                     | Santa Maria Assunta                | Corana                     | centro                  |
| Corvino San Quirico        | San Quirico                        | Corvino San Quirico        | centro                  |
| Fortunago                  | Santi Maria e Giorgio              | Fortunago                  | centro                  |
| Genestrello                | Santa Maria Lauretana              | Montebello della Battaglia | Genestrello             |
| Ghiaie                     | San Gregorio Taumaturgo            | Corana                     | Ghiaie                  |
| Lungavilla                 | Santa Maria Assunta                | Lungavilla                 | centro                  |
| Mairano                    | Santa Maria Assunta                | Casteggio                  | Mairano                 |
| Montalto Pavese            | Sant'Antonino di Apamea            | Montalto Pavese            | centro                  |
| Montebello della Battaglia | Santi Gervasio e Protasio          | Montebello della Battaglia | centro                  |
| Mornico Losana             | Santi Cosma e Damiano              | Mornico Losana             | centro                  |
| Oliva Gessi                | San Martino Vescovo                | Oliva Gessi                | centro                  |
| Pancarana                  | Santi Pietro e Paolo               | Pancarana                  | centro                  |
| Pinarolo Po                | Sant'Agostino                      | Pinarolo Po                | centro                  |
| Pizzale                    | San Giacomo Maggiore               | Pizzale                    | centro                  |
| Porana                     | San Crispino Vescovo               | Pizzale                    | Porana                  |
| Rea Po                     | San Lorenzo Martire                | Rea                        | centro                  |
| Redavalle                  | Santi Rocco e Martino              | Redavalle                  | centro                  |
| Robecco Pavese             | Santi Nazario e Celso              | Robecco Pavese             | centro                  |
| San Gaudenzio              | San Gaudenzio                      | Cervesina                  | San Gaudenzio           |
| San Martino de' Bagozzi    | San Martino Vescovo                | Borgo Priolo               | San Martino de' Bagozzi |
| Santa Giuletta             | San Colombano                      | Santa Giuletta             | centro                  |
| Staghiglione               | San Lorenzo Martire                | Borgo Priolo               | Staghiglione            |
| Torre degli Alberi         | Santo Nome di Maria                | Colli Verdi                | Torre degli Alberi      |
| Torricella-Verzate         | Santa Maria                        | Torricella Verzate         | centro e Verzate        |
| Verretto                   | San Matteo apostolo ed evangelista | Verretto                   | centro                  |
| Verrua Po                  | San Giovanni Battista              | Verrua Po                  | centro                  |
| Villa Illibardi            | Santa Maria Cisterna               | Montalto Pavese            | Villa Illibardi         |

### Vicariato del Genovesato
| Parrocchia      | Patrono                            | Comune        | Frazione/Quartiere |
| --------------- | ---------------------------------- | ------------- | ------------------ |
| Casella Scrivia | Santo Stefano Protomartire         | Casella       | centro             |
| Bavastrelli     | San Giacomo Apostolo               | Propata       | Bavastrelli        |
| Carpeneto       | San Michele Arcangelo              | Fascia        | Carpeneto          |
| Cassingheno     | San Carlo Borromeo                 | Fascia        | Cassingheno        |
| Crocefieschi    | Santa Croce                        | Crocefieschi  | centro             |
| Fascia          | Santa Maria Annunziata             | Fascia        | centro             |
| Laccio          | San Giacomo Apostolo               | Torriglia     | Laccio             |
| Montebruno      | Santa Maria Assunta                | Montebruno    | centro             |
| Montemaggio     | San Rocco                          | Savignone     | Montemaggio        |
| Nenno           | Sant'Anna                          | Valbrevenna   | Nenno              |
| Pentema         | San Pietro Apostolo                | Torriglia     | Pentema            |
| Pietrafraccia   | San Michele Arcangelo              | Ronco Scrivia | Pietrafraccia      |
| Porto           | Santa Maria del Porto              | Torriglia     | Porto              |
| Propata         | San Lorenzo Martire                | Propata       | centro             |
| Rondanina       | San Nicola di Bari                 | Rondanina     | centro             |
| Sarissola       | San Giorgio Martire                | Busalla       | Sarissola          |
| Savignone       | San Pietro Apostolo                | Savignone     | centro             |
| Semino          | San Martino Vescovo                | Busalla       | Semino             |
| Tonno           | Santa Margherita Vergine e Martire | Valbrevenna   | Tonno              |
| Torriglia       | Sant'Onorato                       | Torriglia     | centro             |
| Vaccarezza      | Santa Maria Assunta                | Savignone     | Vaccarezza         |

### Vicariato di Novi Ligure
| Parrocchia                              | Patrono                      | Comune             | Frazione/Quartiere |
| --------------------------------------- | ---------------------------- | ------------------ | ------------------ |
| Novi Ligure - Sant'Andrea in Collegiata | Santa Maria Assunta          | Novi Ligure        | centro             |
| Novi Ligure - San Nicolò                | San Nicolò Vescovo           | Novi Ligure        | centro             |
| Novi Ligure - San Pietro                | San Pietro Apostolo          | Novi Ligure        | centro             |
| Novi Ligure - Sant'Antonio              | Sant'Antonio                 | Novi Ligure        | centro             |
| Novi Ligure - Sacro Cuore               | Sacro Cuore di Gesù          | Novi Ligure        | centro             |
| Novi Ligure - Pieve                     | Santa Maria Assunta          | Novi Ligure        | centro             |
| Basaluzzo                               | Sant'Andrea Apostolo         | Basaluzzo          | centro             |
| Bettole                                 | San Marcello                 | Pozzolo Formigaro  | Bettole            |
| Cassano Spinola                         | San Pietro Apostolo          | Cassano Spinola    | centro             |
| Castelletto d'Orba - duomo              | San Lorenzo Martire          | Castelletto d'Orba | centro             |
| Castelletto d'Orba - Sant'Antonio       | Sant'Antonio                 | Castelletto d'Orba | centro             |
| Crebini Cazzuli                         | San Francesco d'Assisi       | Castelletto d'Orba | Crebini Cazzuli    |
| Cuquello                                | San Secondo                  | Sardigliano        | Cuquello           |
| Francavilla Bisio                       | Santa Maria delle Grazie     | Francavilla Bisio  | centro             |
| Fresonara                               | Natività di Maria Vergine    | Fresonara          | centro             |
| Gavazzana                               | San Martino Vescovo          | Cassano Spinola    | Gavazzana          |
| Malvino                                 | San Fedele Martire           | Sardigliano        | Malvino            |
| Merella                                 | Nostra Signora della Guardia | Novi Ligure        | Merella            |
| Montaldeo                               | San Martino Vescovo          | Montaldeo          | centro             |
| Pozzolo Formigaro - San Martino         | San Martino Vescovo          | Pozzolo Formigaro  | centro             |
| Pozzolo Formigaro - San Nicolò          | San Nicolò Vescovo           | Pozzolo Formigaro  | centro             |
| Sant'Agata Fossili                      | Sant'Agata                   | Sant'Agata Fossili | centro             |
| Sardigliano                             | Santa Maria Assunta          | Sardigliano        | centro             |
| Silvano d'Orba - San Pietro             | San Pietro Apostolo          | Silvano d'Orba     | Pieve              |
| Silvano d'Orba - San Sebastiano         | San Sebastiano               | Silvano d'Orba     | centro             |

### Vicariato Padano
| Parrocchia                   | Patrono                                                | Comune              | Frazione/Quartiere |
| ---------------------------- | ------------------------------------------------------ | ------------------- | ------------------ |
| Bastida de' Dossi            | Santi Giovanni Battista, Mauro, Benedetto e Scolastica | Cornale e Bastida   | Bastida de' Dossi  |
| Casei Gerola                 | San Giovanni Battista                                  | Casei Gerola        | centro             |
| Cornale                      | Natività di Maria Vergine                              | Cornale e Bastida   | Cornale            |
| Alzano Scrivia               | Natività di Maria Vergine                              | Alzano Scrivia      | centro             |
| Castelnuovo Scrivia          | Santi Pietro e Paolo                                   | Castelnuovo Scrivia | centro             |
| Gerbidi                      | Santa Maria Assunta e Siro                             | Sale                | Gerbidi            |
| Gerola                       | San Giacomo Maggiore                                   | Casei Gerola        | Gerola             |
| Guazzora                     | Santa Maria Assunta                                    | Guazzora            | centro             |
| Molino dei Torti             | Santa Maria delle Grazie                               | Molino dei Torti    | centro             |
| Ova                          | San Giovanni Battista                                  | Castelnuovo Scrivia | Ova                |
| Pontecurone - San Giovanni   | San Giovanni Battista                                  | Pontecurone         | centro             |
| Pontecurone                  | Santa Maria Assunta                                    | Pontecurone         | centro             |
| Sale - San Calocero          | San Calocero                                           | Sale                | centro e Casoni    |
| Sale - San Giovanni Battista | San Giovanni Battista                                  | Sale                | centro             |
| Silvano Pietra               | Santi Maria e Pietro                                   | Silvano Pietra      | centro             |

### Vicariato di Varzi
| Parrocchia                   | Patrono                            | Comune                       | Frazione/Quartiere     |
| ---------------------------- | ---------------------------------- | ---------------------------- | ---------------------- |
| Varzi                        | San Germano Vescovo                | Varzi                        | centro                 |
| Bagnaria                     | San Bartolomeo Apostolo            | Bagnaria                     | centro                 |
| Bognassi                     | Sant'Andrea Apostolo               | Varzi                        | Bognassi               |
| Casale Staffora              | San Lorenzo Martire                | Santa Margherita di Staffora | Casale Staffora        |
| Casanova Staffora            | San Michele Arcangelo              | Santa Margherita di Staffora | Casanova Staffora      |
| Cecima                       | San Martino Vescovo                | Cecima                       | centro                 |
| Cegni                        | Assunzione di Maria                | Santa Margherita di Staffora | Cegni                  |
| Cella di Varzi               | San Marziano                       | Varzi                        | Cella                  |
| Cencerate                    | San Giovanni Battista              | Brallo di Pregola            | Cencerate              |
| Colleri                      | Sant'Innocenzo                     | Brallo di Pregola            | Colleri                |
| Corbesassi                   | Santi Colombano e Marziano         | Brallo di Pregola            | Corbesassi             |
| Godiasco                     | San Siro                           | Godiasco Salice Terme        | centro                 |
| Groppo                       | Assunzione di Maria                | Pozzol Groppo                | Groppo                 |
| Languzzano                   | Santa Maria Annunziata             | Montesegale                  | Languzzano             |
| Livelli                      | Santi Pietro e Paolo               | Bagnaria                     | Montesegale            |
| Montemartino                 | San Nazario                        | Menconico                    | Montemartino           |
| Montesegale                  | Santi Cosma e Damiano              | Montesegale                  | centro                 |
| Nazzano                      | San Giovanni Decollato             | Rivanazzano Terme            | Nazzano                |
| Negruzzo                     | San Bartolomeo Apostolo            | Santa Margherita di Staffora | Negruzzo               |
| Nivione                      | San Marcellino Martire             | Varzi                        | Nivione                |
| Pietragavina                 | San Giovanni Battista              | Varzi                        | Pietragavina           |
| Pizzocorno                   | Sant'Ambrogio                      | Ponte Nizza                  | Pizzocorno             |
| Ponte Nizza                  | Nostra Signora della Guardia       | Ponte Nizza                  | centro                 |
| Pregola                      | Sant'Agata                         | Brallo di Pregola            | Pregola                |
| Rivanazzano                  | San Germano                        | Rivanazzano Terme            | centro                 |
| Rocca Susella                | Santi Pietro e Paolo               | Rocca Susella                | centro                 |
| Sagliano Crenna              | Santa Maria Assunta                | Varzi                        | Sagliano Crenna        |
| Salice Terme                 | Cristo Re                          | Godiasco Salice Terme        | Salice Terme           |
| San Giovanni Piumesana       | San Giovanni Battista              | Godiasco Salice Terme        | San Giovanni Piumesana |
| San Martino di Varzi         | San Martino Vescovo                | Varzi                        | San Martino            |
| San Ponzo Semola             | San Ponzo Martire                  | Ponte Nizza                  | San Ponzo Semola       |
| San Zaccaria di Rocca        | San Zaccaria                       | Rocca Susella                | San Zaccaria           |
| Santa Margherita di Staffora | Santa Margherita vergine e martire | Santa Margherita di Staffora | centro                 |
| Sant'Alberto di Butrio       | Sant'Alberto                       | Ponte Nizza                  | Sant'Alberto di Butrio |
| Sant'Eusebio di Fortunago    | Sant'Eusebio                       | Fortunago                    | Sant'Eusebio           |
| Sanguignano                  | Natività di Maria Vergine          | Montesegale                  | Sanguignano            |
| Trebbiano Nizza              | San Salvatore                      | Ponte Nizza                  | Trebbiano              |
| Val di Nizza                 | San Paolo Apostolo                 | Val di Nizza                 | centro                 |
| Zavattarello                 | San Paolo Apostolo                 | Zavattarello                 | centro                 |

### Vicariato delle Valli Curone e Grue
| Parrocchia            | Patrono                         | Comune                | Frazione/Quartiere |
| --------------------- | ------------------------------- | --------------------- | ------------------ |
| Viguzzolo             | Santa Maria Assunta             | Viguzzolo             | centro             |
| Avolasca              | San Nicola di Bari              | Avolasca              | centro             |
| Berzano di Tortona    | Santi Maria Maddalena e Giacomo | Berzano di Tortona    | centro             |
| Brignano Frascata     | San Desiderio                   | Brignano Frascata     | centro             |
| Bruggi                | San Rocco                       | Fabbrica Curone       | Bruggi             |
| Caldirola             | Sant'Antonio di Padova          | Fabbrica Curone       | Caldirola          |
| Casalnoceto           | San Giovanni Battista           | Casalnoceto           | centro             |
| Casasco               | Santo Stefano Protomartire      | Casasco               | centro             |
| Castagnola            | Santi Siro e Rocco              | Gremiasco             | Castagnola         |
| Castellar Guidobono   | San Tommaso Apostolo            | Castellar Guidobono   | centro             |
| Costa de' Ferrai      | San Macario                     | Montacuto             | Costa de' Ferrai   |
| Cusinasco             | Santa Teresa                    | Monleale              | Cusinasco          |
| Dernice               | San Donnino                     | Dernice               | centro             |
| Fabbrica Curone       | Santa Maria Assunta             | Fabbrica Curone       | centro             |
| Forotondo             | Sante Agata e Margherita        | Fabbrica Curone       | Forotondo          |
| Garadassi             | San Giorgio Martire             | Fabbrica Curone       | Garadassi          |
| Garbagna              | San Giovanni Battista           | Garbagna              | centro             |
| Giarolo               | San Pietro Apostolo             | Montacuto             | Giarolo            |
| Gremiasco             | Natività di Maria Vergine       | Gremiasco             | centro             |
| Lunassi               | San Secondo                     | Fabbrica Curone       | Lunassi            |
| Magrassi              | Santa Maria del Rosario         | Casasco               | Magrassi           |
| Momperone             | Santi Pietro e Vittore          | Momperone             | centro             |
| Monleale              | Sant'Ambrogio                   | Monleale              | centro             |
| Montacuto             | San Pietro Apostolo             | Montacuto             | centro             |
| Montebore             | Santa Maria Maddalena           | Dernice               | Montebore          |
| Montecapraro          | San Giovanni Battista           | Fabbrica Curone       | Montecapraro       |
| Montemarzino          | San Giovanni Battista           | Montemarzino          | centro             |
| Palazzo               | Santa Maria Assunta             | Montegioco            | Palazzo            |
| Palenzona             | Santi Pietro e Paolo            | Avolasca              | Palenzona          |
| Restegassi            | Maria Immacolata                | Montacuto             | Restegassi         |
| Rocca Grue            | Santo Stefano Protomartire      | Sarezzano             | Rocca Grue         |
| San Lorenzo           | San Lorenzo Martire             | Pozzol Groppo         | San Lorenzo        |
| Salogni               | Sant'Andrea Apostolo            | Fabbrica Curone       | Salogni            |
| San Sebastiano Curone | San Sebastiano                  | San Sebastiano Curone | centro             |
| Sarezzano             | Santi Ruffino e Venanzio        | Sarezzano             | centro             |
| Vigoponzo             | Santa Maria Assunta             | Dernice               | Vigoponzo          |
| Volpedo               | San Pietro Apostolo             | Volpedo               | centro             |
| Volpeglino            | Santi Cosma e Damiano           | Volpeglino            | centro             |
| Zebedassi             | Sant'Andrea Apostolo            | Cantalupo Ligure      | Zebedassi          |

### Vicariato di Voghera
| Parrocchia                          | Patrono                   | Comune         | Frazione/Quartiere |
| ----------------------------------- | ------------------------- | -------------- | ------------------ |
| Voghera - duomo                     | San Lorenzo Martire       | Voghera        | centro             |
| Voghera - Gesù Divin Lavoratore     | Gesù Divino Lavoratore    | Voghera        | centro             |
| Voghera - Natività di Maria Vergine | Natività di Maria Vergine | Voghera        | centro             |
| Voghera - Resurrezione              | Resurrezione di Gesù      | Voghera        | centro             |
| Voghera - San Pietro                | San Pietro Apostolo       | Voghera        | centro             |
| Voghera - San Rocco                 | San Rocco                 | Voghera        | centro             |
| Voghera - Santa Maria della Salute  | Santa Maria della Salute  | Voghera        | centro             |
| Oriolo                              | San Bernardo da Mentone   | Voghera        | Oriolo             |
| Campoferro                          | San Fermo Martire         | Voghera        | Campoferro         |
| Codevilla                           | San Bernardo Abate        | Codevilla      | centro             |
| Medassino                           | San Calocero              | Voghera        | Medassino          |
| Mondondone                          | San Bartolomeo Apostolo   | Codevilla      | Mondondone         |
| Murisasco                           | Natività di Maria Vergine | Retorbido      | Murisasco          |
| Retorbido                           | Santa Maria Nascente      | Retorbido      | centro             |
| Torrazza Coste                      | San Carlo Borromeo        | Torrazza Coste | centro             |
| Sant'Antonino di Torrazza           | Sant'Antonino Martire     | Torrazza Coste | Sant'Antonino      |
| Pragate                             | Immacolata e San Giuseppe | Torrazza Coste | Pragate            |
| Torremenapace                       | San Colombano             | Voghera        | Torremenapace      |